# Quernaspis quercicola
Quernaspis quercicola är en insektsart som beskrevs av Tippins och Beshear 1970. Quernaspis quercicola ingår i släktet Quernaspis och familjen pansarsköldlöss. Inga underarter finns listade i Catalogue of Life.